# Дискографія Гіларі Дафф
Американська співачка Гіларі Дафф випустила п'ять студійних альбомів, два мініальбоми, два концертні альбоми, п'ять збірок, п'ять відеоальбомів, 18 синглів та 21 музичні відео. Дафф випустила свій дебютний різдвяний альбом «Santa Claus Lane» у жовтні 2002 через лейбл Buena Vista Records. Платівка посіла 154 місце на американському чарті Billboard 200 та здобула золоту сертифікацію від RIAA.
У 2003 її другий студійний альбом «Metamorphosis» вийшов через Buena Vista Records та Hollywood Records. Альбом посів 1 місце на чартах США і Канади та продався у понад 5 мільйонів копій в усьому світі. Платівка випустила чотири сингли, два з яких — «So Yesterday» і «Come Clean» — стали хітами. «Metamorphosis» став проривом для лейблу Hollywood Records, оскільки це був перший альбом за історію лейбла із таким успіхом.
Третій студійний альбом Дафф, самоназваний «Hilary Duff», вийшов у 2004 і досяг 2 місця на американському чарті Billboard 200 та 1 місця на канадському. Альбом випустив два сингли: «Fly» та «Someone's Watching Over Me». По всьому світі альбом продався у понад 2,5 мільйони копій.
У 2005 Дафф випустила свою першу музичну збірку «Most Wanted». Альбом став першим для Дафф, який дебютував на 1 місце на Billboard 200. Платівка випустила сингли «Wake Up» та «Beat of My Heart», які обидва опинилися у топі-10 на італійському чарті. Наступного року, 2006, Дафф випустила ексклюзивний для Італії альбом «4Ever».
Четвертий студійний альбом Дафф, «Dignity», вийшов у 2007 та досяг топ-10 у США, Канаді та Італії. Альбом став зміною музичного стилю Дафф, переходячи від поп-року до клубної музики. Провідний сингл «Play with Fire» не зміг пробитися на Billboard Hot 100, проте почав набирати ваги для співачки на чартах клубної музики, посідаючи 31 місце на Hot Dance Club Songs. Другий сингл «With Love» став найвищим у синглових чартах для Дафф, досягаючи 24 місця на Billboard Hot 100 та 1 місця на Hot Dance Club Songs. Першого місця на клубному чарті США також досягнув фінальний сингл альбому — «Stranger». Альбом «Dignity» здобув платинові сертифікації від канадської CRIA, італійської FIMI та аргентинської CAPIF; золоті сертифікації були отримані від американської RIAA, ірландської IRMA, японської Oricon та бразильської ABPD.
У 2008 Дафф випустила свою першу збірку найкращих хітів «Best of Hilary Duff», який досяг 125 місця на Billboard 200. Єдиний сингл від альбому, «Reach Out», став третім синглом співачки, який посів 1 місце на Hot Dance Club Songs. Станом на липень 2014 Дафф продала більше 15 мільйонів примірників своїх альбомів.
В червні 2015 Дафф випустила свій п'ятий студійний альбом «Breathe In. Breathe Out.», який дебютував у топі-5 в США, Канаді та Австралії. Від альбому вийшло три сингли: «Chasing the Sun», «All About You» та «Sparks». Перший сингл «Chasing the Sun» посів найвище місце на Billboard Hot 100, на якому досягнув 79 місця, проте другий сингл «All About You» отримав золоту сертифікацію від австралійської ARIA. Фінальний сингл альбому — «Sparks» досяг топ-6 американського клубного чарту та отримав золоту сертифікацію від мексиканської AMPROFON.

## Альбоми

### Студійні альбоми
| 2002                                                                           | Santa Claus Lane - Лейбл: Buena Vista                | 154 | — | —  | —  | —  | —  | —  | —  | 134 | - : Золото (477,000 копій) |
| 2003                                                                           | Metamorphosis - Лейбл: Buena Vista Hollywood Records | 1   | 1 | 69 | 41 | —  | 19 | 6  | 20 | 10  | - : 3× Платини (3,900,000 копій) - : 4× Платини (320,000 копій) - : Платина (80,000 копій) - : Золото (140,000 копій) - : Золото (88,000 копій) - : Платина (60,000 копій) - : 2× Платини (80,000 копій) - : Золото (100,000 копій) |
| 2004                                                                           | Hilary Duff - Лейбл: Hollywood Records               | 2   | 1 | —  | —  | —  | 6  | 2  | 14 | 5   | - : Платина (1,800,000 копій) - : 3× Платини (240,000 копій) - : Платина (75,000 копій) - : Золото (200,000 копій) - : Золото (50,000 копій)                                                                                        |
| 2007                                                                           | Dignity - Лейбл: Hollywood Records                   | 3   | 3 | 25 | 10 | 8  | 17 | 4  | 31 | 12  | - : Золото (550,000 копій) - : Платина (80,000 копій) - : Платина (100,000 копій) - : Золото (7,500 копій) - : Золото (100,000 копій) - : Золото (50,000 копій) - : Платина (40,000 копій)                                          |
| 2015                                                                           | Breathe In. Breathe Out. - Лейбл: RCA Records        | 5   | 5 | 91 | 77 | 78 | 4  | 17 | 29 | —   | - : - (33,000 копій) - : - (4,700 копій) |
| "—" означає, що альбом або не вийшов у цій країні, або не брав участі у чарті. |                                                      |     |   |    |    |    |    |    |    |     | |

### Збірники
| 2005                                                                           | Disney Artist Karaoke Series: Hilary Duff - Реліз: 12 липня 2005 | —   | —  | —   | —  | —  | — | —  | —  | —  | |
| 2005                                                                           | Most Wanted - Реліз: 16 серпня 2005                              | 1   | 1  | 31  | 85 | 61 | 3 | 9  | 10 | 1  | - : Платина (1,500,000 копій) - : Золото (100,000 копій) - : 2× Платини (200,000 копій) - : Платина (75,000 копій) - : Платина (40,000 копій) - : Золото (125,000 копій) - : Платина (80,000 копій) - : Золото (20,000 копій) - : 2× Платини (161,000 копій) - : Золото (7,500 копій) |
| 2006                                                                           | 4Ever - Реліз: 12 травня 2006 (тільки в Італії)                  | —   | —  | —   | —  | 12 | — | —  | —  | —  | - : Платина (100,000 копій) |
| 2008                                                                           | Best of Hilary Duff - Реліз: 11 листопада 2008                   | 125 | 86 | 144 | 10 | 41 | — | 53 | —  | 32 | (500,000 копій по світу) |
| 2009                                                                           | Metamorphosis / Hilary Duff / Dignity - Реліз: 26 серпня 2009    | —   | —  | —   | —  | —  | — | —  | —  | —  | |
| "—" означає, що альбом або не вийшов у цій країні, або не брав участі у чарті. |                                                                  |     |    |     |    |    |   |    |    |    | |

### Концертні альбоми
| 2004 | The Girl Can Rock - Реліз: 10 серпня 2004              | 78 |
| 2009 | Live at Gibson Amphitheatre - Реліз: 23 листопада 2009 | —  |

### Мініальбоми
| Назва                 | Деталі                                                                  |
| --------------------- | ----------------------------------------------------------------------- |
| Metamorphosis Remixes | - Реліз: 18 листопада 2003 - Лейбл: Buena Vista, Hollywood - Формат: EP |
| Dignity Remix         | - Реліз: 3 квітня 2007 - Лейбл: Hollywood - Формат: мініальбом          |

## Сингли

### Провідні сингли
| Назва                                                                          | Рік  | Місця на чартах | Місця на чартах | Місця на чартах | Місця на чартах | Місця на чартах | Місця на чартах | Місця на чартах | Місця на чартах | Місця на чартах | Місця на чартах | Продажі[A]     | Сертифікація (таблиця продажів та сертифікатів) | Альбом                              |
| Назва                                                                          | Рік  | [ 12 ]          | [ 13 ]          | [ 14 ]          | [ 15 ]          | [ 16 ]          | [ 17 ]          | [ 18 ]          | [ 19 ]          | [ 20 ]          | [ 21 ]          | Продажі[A]     | Сертифікація (таблиця продажів та сертифікатів) | Альбом                              |
| ------------------------------------------------------------------------------ | ---- | --------------- | --------------- | --------------- | --------------- | --------------- | --------------- | --------------- | --------------- | --------------- | --------------- | -------------- | ----------------------------------------------- | ----------------------------------- |
| "Why Not"                                                                      | 2003 | —               | 14              | —               | —               | —               | 22              | 15              | —               | —               | —               | - США: 124,000 |                                                 | Кіно про Ліззі Макгвайр: Саундтреки |
| "So Yesterday"                                                                 | 2003 | 42              | 8               | 2               | —               | 199             | 4               | 23              | —               | 28              | 9               | - США: 252,000 | - : Платина                                     | Metamorphosis                       |
| "Come Clean"                                                                   | 2004 | 35              | 17              | 7               | —               | —               | 9               | 17              | —               | 78              | 18              | - США: 655,000 | - : Золото                                      | Metamorphosis                       |
| "Little Voice"                                                                 | 2004 | —               | 29              | —               | —               | —               | 80              | —               | —               | —               | —               |                |                                                 | Metamorphosis                       |
| "Our Lips Are Sealed" (з Гейлі Дафф)                                           | 2004 | —               | 8               | 7               | —               | —               | —               | —               | —               | —               | 168             | - США: 161,000 |                                                 | Історія Попелюшки: Саундтреки       |
| "Fly"                                                                          | 2004 | —[B]            | 21              | —               | 13              | —               | 32              | 24              | —               | —               | 20              | - США: 284,000 |                                                 | Hilary Duff                         |
| "Someone's Watching Over Me"                                                   | 2005 | —               | 22              | —               | —               | —               | —               | —               | —               | —               | —               | - США: 238,000 |                                                 | Hilary Duff                         |
| "Wake Up"                                                                      | 2005 | 29              | 15              | —               | 2               | —               | 31              | 24              | 9               | 31              | 7               | - США: 437,000 | - : Золото                                      | Most Wanted                         |
| "Beat of My Heart"                                                             | 2005 | —               | 13              | —               | 8               | —               | —               | —               | 17              | 89              | —               |                |                                                 | Most Wanted                         |
| "Supergirl"                                                                    | 2006 | —               | —               | —               | —               | —               | —               | —               | —               | —               | —               |                |                                                 | Most Wanted                         |
| "Play with Fire"                                                               | 2006 | —[C]            | —               | —               | —               | —               | —               | —               | —               | —               | —               | - США: 112,000 |                                                 | Dignity                             |
| "With Love"                                                                    | 2007 | 24              | 22              | 16              | 8               | —               | 91              | 27              | 6               | —               | 29              | - США: 550,000 | - : Золото                                      | Dignity                             |
| "Stranger"                                                                     | 2007 | 97              | 49              | 86              | 6               | —               | —               | —               | 14              | —               | 196             | - США: 253,000 |                                                 | Dignity                             |
| "Reach Out"                                                                    | 2008 | —[D]            | 51              | —               | 3               | —               | —               | —               | —               | —               | 193             |                |                                                 | Best of Hilary Duff                 |
| "Any Other Day"                                                                | 2009 | —               | —               | —               | —               | —               | —               | —               | —               | —               | —               |                |                                                 | Запасне скло: Саундтреки            |
| "Chasing the Sun"                                                              | 2014 | 79              | 72              | 59              | —               | —               | —               | —               | 46              | —               | —               |                |                                                 | Breathe In. Breathe Out.            |
| "All About You"                                                                | 2014 | —[E]            | 20              | 91              | —               | —               | —               | —               | —               | —               | —               |                | - : Золото                                      | Breathe In. Breathe Out.            |
| "Sparks"                                                                       | 2015 | 93              | 104             | 63              | —               | —               | —               | —               | —               | —               | —               |                | - : Золото                                      | Breathe In. Breathe Out.            |
| "—" означає, що альбом або не вийшов у цій країні, або не брав участі у чарті. |      |                 |                 |                 |                 |                 |                 |                 |                 |                 |                 |                |                                                 |                                     |

- ↑  список вказує лише цифрові продажі.
- ↑  сингл "Fly" не потрапив на Billboard Hot 100, але досяг 29 місця на чарті Mainstream Top 40.
- ↑  сингл "Play не потрапив на Billboard Hot 100, але досяг 31 місця на чарті Hot Dance Club Songs.
- ↑  сингл "Reach Out" не потрапив на Billboard Hot 100, але досяг 1 місця на чарті Hot Dance Club Songs.
- ↑  сингл "All About You" не потрапив на Billboard Hot 100, але досяг 19 місця на чарті Bubbling Under Hot 100 Singles.

### Промо-сингли
| Назва                                                     | Рік  | Альбоми          |
| --------------------------------------------------------- | ---- | ---------------- |
| "Tell Me a Story (About the Night Before)" (з Lil' Romeo) | 2002 | Santa Claus Lane |
| "The Getaway"                                             | 2004 | Hilary Duff      |
| "I Am"                                                    | 2004 | Hilary Duff      |
| "Weird"                                                   | 2004 | Hilary Duff      |
| "Little Lies"                                             | 2016 | Юна              |

## Інші пісні
| Рік  | Пісня                                                     | Де використовувалась                                  |
| ---- | --------------------------------------------------------- | ----------------------------------------------------- |
| 2002 | «I Can't Wait»                                            | Ліззі Макгвайр                                        |
| 2002 | «The Tiki Tiki Tiki Room»                                 | DisneyMania                                           |
| 2003 | «A Day in the Sun»                                        | Metamorphosis (Бонусна пісня для Японії)              |
| 2003 | «Leader of the Pack»                                      | American Dreams                                       |
| 2003 | «What Dreams Are Made Of» (разом з Yani Gellman)          | Кіно про Ліззі Макгвайр: Саундтреки                   |
| 2004 | «The Siamese Cat Song» (разом з Гейлі Дафф)               | DisneyMania 2                                         |
| 2004 | «Circle of Life» (разом з Disney Channel Circle of Stars) | DisneyMania 2                                         |
| 2004 | «Now You Know»                                            | Історія Попелюшки: Саундтреки                         |
| 2004 | «Crash World»                                             | Історія Попелюшки: Саундтреки                         |
| 2004 | «(I'll Give) Anything but Up!»                            | Marlo Thomas & Friends: Thanks & Giving All Year Long |
| 2004 | «My Generation»                                           | Someone's Watching Over Me                            |
| 2006 | «Material Girl» (разом з Гейлі Дафф)                      | Girl Next                                             |
| 2008 | «Mickey Mouse March»                                      | Disney Mobile Japan                                   |
| 2008 | «A Dream Is A Wish Your Heart Makes»                      | Disney Mobile Japan                                   |
| 2008 | «When You Wish Upon A Star»                               | Disney Mobile Japan                                   |
| 2008 | «I Want To Blow You Up»                                   | Корпорація Війна                                      |
| 2008 | «Boom Boom Bang Bang»                                     | Корпорація Війна                                      |
| 2008 | «Your Phone Cut Out»                                      | Корпорація Війна                                      |
| 2009 | «Any Other Day»                                           | Запасне скло: Саундтреки                              |
| 2015 | «Youngblood» (разом з Aubrey Peeples та Stefanie Scott)   | Джем і голограми                                      |

## Відеографія

### Музичні відео
| Рік  | Назва                                                           | Режисер           |
| ---- | --------------------------------------------------------------- | ----------------- |
| 2002 | «I Can't Wait»                                                  |                   |
| 2002 | «Tell Me a Story (About the Night Before)» (разом з Lil' Romeo) |                   |
| 2002 | «Santa Claus Lane»                                              |                   |
| 2003 | «Why Not?»                                                      | Elliott Lester    |
| 2003 | «So Yesterday»                                                  | Chris Applebaum   |
| 2004 | «Come Clean»                                                    | Dave Meyers       |
| 2004 | «Our Lips Are Sealed» (разом з Гейлі Дафф)                      | Chris Applebaum   |
| 2004 | «Fly»                                                           | Chris Applebaum   |
| 2005 | «Wake Up»                                                       | Marc Webb         |
| 2005 | «Beat of My Heart»                                              | Phil Harder       |
| 2006 | «Play With Fire»                                                | Alex and Martin   |
| 2007 | «With Love»                                                     | Matthew Rolston   |
| 2007 | «Stranger»                                                      | Fatima Robinson   |
| 2007 | «I Want To Blow You Up» (не вийшов)                             | Joshua Seftel     |
| 2008 | «Reach Out» (разом з The Prophet)                               | Philip Andelman   |
| 2014 | «Chasing the Sun»                                               | Declan Whitebloom |
| 2014 | "All About You" (текстове відео)                                |                   |
| 2014 | "All About You"                                                 | Declan Whitebloom |
| 2015 | «Sparks» (текстове відео)                                       |                   |
| 2015 | «Sparks»                                                        | Hannah Lux Davis  |
| 2015 | «Sparks» (версія на замовлення фанів)                           | Hannah Lux Davis  |
| 2015 | «Tattoo» (акустика)                                             |                   |
| 2015 | «My Kind»                                                       |                   |

### Відеоальбоми
| Рік  | DVD |
| ---- | --- |
| 2003 | All Access Pass - Реліз: 4 листопада 2003 - Вміст: музичні відео, запис концерту, поза сценами - Сертифікати: 2* Платина від RIAA, 5* Платина від CRIA, Платина від ARIA |
| 2004 | The Girl Can Rock - Реліз: 8 серпня 2004 - Вміст: запис концерту і музичні відео - Сертифікати: 4* Платина від CRIA, Платина від ARIA                                    |
| 2004 | Learning to Fly - Реліз: 16 листопада 2004 - Вміст: музичні відео, запис концерту, поза сценами - Сертифікати: 2* Платина від CRIA, Золото від ARIA                      |
| 2006 | 4Ever - Реліз: 12 травня 2006 - Вміст: запис концерту і музичні відео |

## Тури
| Рік         | Назва                  | По альбому    | Кількість | Запис на DVD                                                            |
| ----------- | ---------------------- | ------------- | --------- | ----------------------------------------------------------------------- |
| 2003 — 2004 | Metamorphosis Tour     | Metamorphosis | 35        | The Girl Can Rock                                                       |
| 2004 — 2005 | Most Wanted Tour       | Hilary Duff   | 53        |                                                                         |
| 2005 — 2006 | Still Most Wanted Tour | Most Wanted   | 79        |                                                                         |
| 2007 — 2008 | Dignity World Tour     | Dignity       | 40        | Записаний як частина AT&T's BlueRoom Live Nation Concert Series в 2008. |